# Peter Toperczer
Peter Toperczer (24. července 1944 Košice – 16. srpna 2010 Praha) byl slovenský klavírista a hudební pedagog, jenž do roku 2005 zastával funkci děkana Hudební fakulty AMU i funkci rektora Akademie múzických umění v Praze.

## Stručný životopis
Svá studia hry na klavír zahájil soukromě v roce 1954, v letech 1958 až 1962 studoval na košické konzervatoři, od roku 1962 až do roku 1971 absolvoval pražskou Akademii múzických umění (včetně aspirantury) u profesorů Františka Maxiána a Josefa Páleníčka. Od roku 1972 až do roku 1989 působil coby sólista Slovenské filharmonie, souběžně s tím se od roku 1978 do roku 1982 věnoval výuce hry na klavír na Vysoké škole múzických umění v Bratislavě. Od roku 1986 pak vyučoval na pražské Akademii múzických umění. V roce 1990 se habilitoval jako její docent, v roce 1995 byl jmenován jejím profesorem a od roku 1999 do roku 2005 zastával funkci jejího rektora.